# Marija Kirilenko
Marija Jur'evna Kirilenko (in russo Мари́я Ю́рьевна Кириле́нко?; Mosca, 25 gennaio 1987) è un'ex tennista russa.
Ha iniziato a giocare a tennis a circa 5 anni, seguita dal padre, e ha partecipato regolarmente ai tornei del circuito WTA fin dal settembre 2002. In carriera ha vinto 6 titoli WTA in singolare e 12 in doppio, raggiungendo la sua miglior classifica nel singolo il 10 giugno 2013 al numero 10.
Da junior ha vinto gli Open del Canada e l'US Open nel 2002. Nel 2005 ha esordito in Fed Cup nell'incontro con il Belgio.

## Carriera

### 2003
Professionista dal 2002, la Kirilenko si fa notare l'anno seguente quando ad Hyderabad, in India, partita dalle qualificazioni raggiunge i quarti di finale perdendo dalla n.32 del ranking Tamarine Tanasugarn. Si mette in evidenza anche allo US Open. Dopo aver superato le qualifiche, Marija si arrende al III turno dalla n.6 del mondo Amélie Mauresmo mostrando una buona prova. A Tashkent, viene sconfitta al II turno dalla croata Jelena Kostanic-Tosic.

### 2004
Dopo aver fallito l'accesso al tabellone principale agli Australian Open, giunge alla prima finale in carriera ad Hyderabad dove è sconfitta da Nicole Pratt. Al Tier I di Indian Wells perde al primo turno, mentre a Key Biscayne si arrende al secondo turno da Nadia Petrova. Rientra al Roland Garros, dove al secondo turno mette i bastoni tra le ruote alla forte statunitense Serena Williams, ma non basta per sbarrarle la strada. Al Tier III s'Hertogenbosch, esce di scena al secondo turno. A Wimbledon, lascia il torneo anzitempo perdendo al primo turno dalla n.31 del seeding Amy Frazier. Agli US Open, dopo aver sconfitto la n.25 Elena Lichovceva, si arrende alla statunitense Lisa Raymond al turno seguente.

### 2005
Il 2005 inizia bene. Raggiunge il II turno agli Open d'Australia ed al Tier I di Tokyo. Ad Hyderabad esce di scena nella semifinale opposta all'indiana Sania Mirza. Disputa un ottimo torneo a Doha dove, partita dalle qualifiche, si arrende nei quarti dalla numero 2 delle classifiche Amélie Mauresmo. A marzo, continua il suo buon momento di forma. Al Tier I di Indian Wells, supera le qualificazioni e fa fuori la Bovina al secondo turno, per poi lasciare il torneo negli ottavi perdendo dalla Martinez. A Key Biscayne, a farla fuori al secondo turno, è ancora la Mauresmo. Inizia bene anche la stagione sulla terra. A Varsavia, viene eliminata al II turno dalla rientrante Kim Clijsters. A Berlino, viene eliminata dall'altra belga Justine Henin. Al Roland Garros esce subito di scena, sconfitta dalla qualificata Birnerova. La stagione su erba è abbastanza deludente raggiungendo il secondo turno a Birmingham, s'Hertogenbosch e Wimbledon. Al Tier II di New Haven, dopo essere stata ripescata come lucky loser, perde al secondo turno dalla giovane connazionale Anna Čakvetadze. Agli US Open, si trova al II turno Venus Williams dove la Kirilenko viene sconfitta. Marija vince il primo titolo della carriera a Pechino, battendo prima la Sharapova in semifinale e la Groenefeld in finale. La settimana seguente, perde nei quarti a Canton. A Tokyo esce in semifinale contro la Vaidisova, mentre al Tier I di Mosca si arrende a Vera Zvonarëva all'esordio.

### 2006

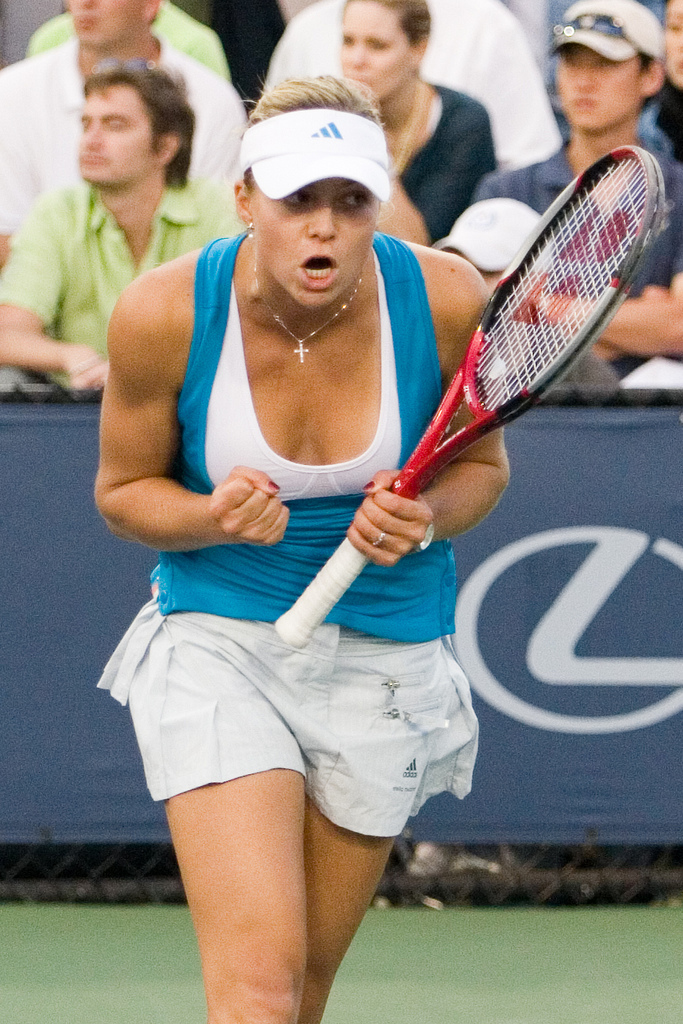
La Kirilenko agli US Open 2006

Dopo aver raggiunto i quarti ad Auckland, Marija viene sconfitta al secondo turno a Sydney. Agli Australian Open raggiunge il terzo turno, dove viene sconfitta in III set dalla n.1 del ranking Lindsay Davenport. Al Tier I di Tokyo, perde nei quarti contro la rientrante Martina Hingis racimolando solo tre game. A Dubai, dopo aver eliminato la Petrova, si arrende ancora alla Davenport ai quarti. A Doha, viene sconfitta al secondo turno da Svetlana Kuznecova. Ad Indian Wells è sconfitta dalla Čakvetadze al III turno, mentre a Miami esce negli ottavi contro la Šarapova. Al Tier I di Berlino, perde al terzo turno contro la Henin nettamente. Al Roland Garros, sfrutta la sua testa di serie raggiungendo il terzo turno dove viene superata dalla Grönefeld. La stagione su erba è deludente perdendo i due unici match disputati su questa superficie. Non le va bene neanche la stagione sul cemento americano, dove riesce a raggiungere come miglior risultato il terzo turno agli US Open, dove tre l'altro viene sconfitta contro pronostico dalla francese Rezaï. Nel finale di stagione riesce a raggiungere solo i quarti al Tier I di Zurigo, sconfitta dalla Srebotnik.

### 2007

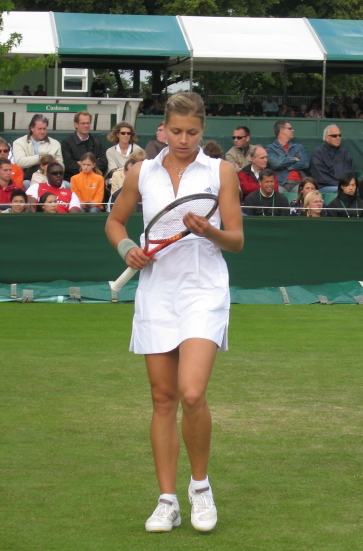
Maria a Wimbledon

Agli Australian Open raggiunge il terzo turno perdendo dalla Kuznecova. A febbraio raggiunge il secondo turno a Tokyo, Doha e Dubai. Ad Indian Wells perde al secondo turno, mentre a Key Biscayne va fuori al II turno. Sui tornei di preparazione degli Open di Francia, Marija esce di scena al primo turno a Budapest, Estoril, Berlino e Roma. Arriva così al Roland Garros senza aver vinto una partita sul rosso. Riesce a superare il primo turno, ma in quello seguente è sconfitta da Samantha Stosur. A Birmingham gioca un buon torneo, mettendo in difficoltà la Janković al terzo turno perdendo poi per 7-5 al terzo set. A Wimbledon, viene però eliminata al primo turno dalla ripescata Cornet mostrando ancora limiti fisici e psicologici. Si riprende alla grande al Tier II di San Diego dove raggiunge i quarti battendo Šafářová e Janković, per poi soccombere alla forza della russa Elena Dement'eva. Continua il suo buon stato di forma a Los Angeles, dove ancora raggiunti i quarti si ferma di fronte dalla Ivanović. Agli US Open, dopo aver sconfitto la Srebotnik al II turno ha la strada spianata fino agli ottavi ma viene sorprendentemente battuta dalla Vakulenko al III turno. Il finale di stagione è ottimo. Vince il secondo titolo della carriera a Calcutta dominando in finale la Koryttseva, mentre a Seul è sconfitta nell'atto conclusivo da Venus Williams per 6-4, mostrando comunque buoni segnali di ripresa dopo un inizio d'anno disastroso.

### 2008

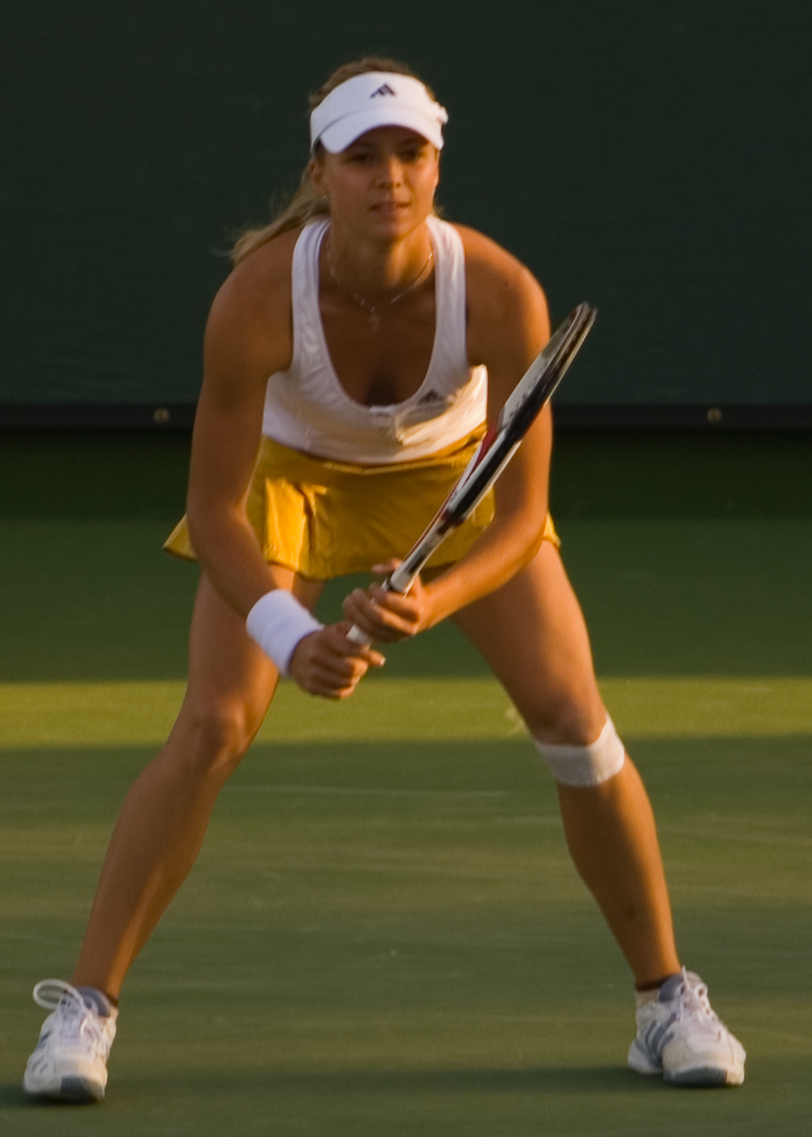
Marija Kirilenko in azione a Cincinnati

Nel 2008 conferma i progressi dell'annata precedente. Raggiunge i quarti ad Auckland e agli ottavi agli Australian Open battendo la connazionale top-10 Čakvetadze prima di arrendersi in tre set, non senza qualche rimpianto, a Daniela Hantuchová per 6-4 al terzo. Ad aprile, vince il terzo titolo della carriera all'Estoril battendo in finale la Benesová. Anche al Tier I di Berlino si comporta bene, dove viene sconfitta al III turno dalla n.5 del ranking Jelena Janković. Anche a Roma gioca un ottimo torneo, dove si deve arrendere agli ottavi ancora dalla Janković. Dopo essere stata sconfitta al secondo turno al Roland Garros dalla Zheng, Marija si riscatta subito conquistando il secondo titolo della stagione e il quarto della carriera a Barcellona. Purtroppo, forse dovuta anche dalla mancanza di preparazione sull'erba, la Kirilenko esce subito di scena a Wimbledon. Dopo i quarti a Portorose, la russa esce di scena al II turno al Tier I di Montréal contro la wild-card canadese Stephanie Dubois. Al Tier III di Cincinnati, decide di prendere una rivincita sulla Dubois al secondo turno e batte la Lisicki ai quarti, mentre in semifinale esce contro Nadia Petrova. Agli US Open, appagata dalla stanchezza accumulata nelle settimane precedenti, perde all'esordio contro la Paszek per 6-4 al terzo set. A settembre vince il torneo di Seul, il quinto della carriera e il terzo dell'anno battendo in finale la Stosur per 2-6 6-1 6-4. Al Tier I di Zurigo esce di scena al secondo turno contro Schiavone. A Linz anche qui viene sconfitta al II turno, questa volta dalla Cornet.

### 2009

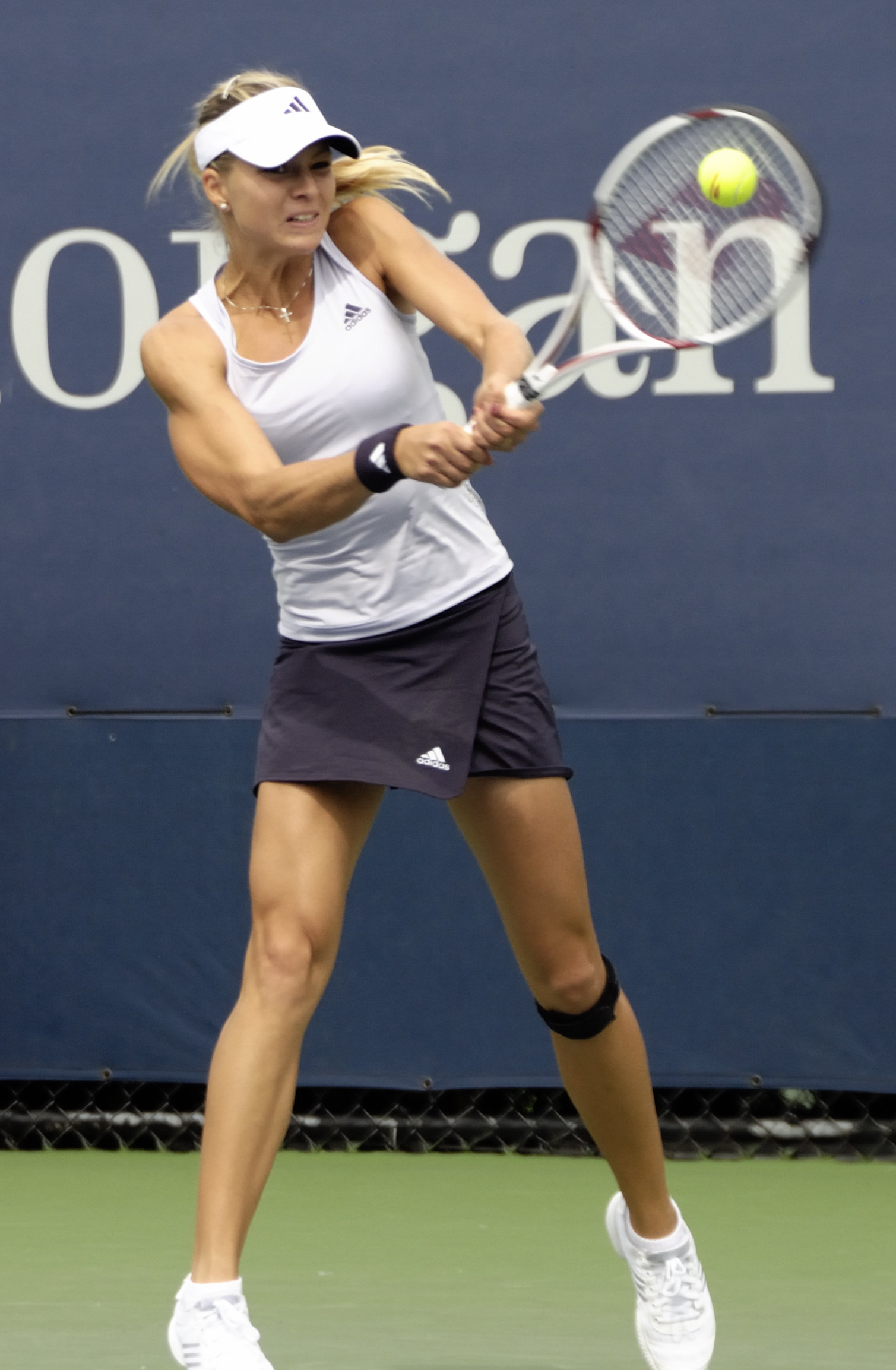
La tennista russa agli US Open

Agli Australian Open 2009 è sconfitta al primo turno da Sara Errani. A marzo perde al primo turno al BNP Paribas Open 2009. Al Sony Ericsson Open 2009 esce al II turno contro Flavia Pennetta. Al Barcelona Ladies Open 2009 raggiunge la finale, perdendola contro l'italiana Roberta Vinci. All'Estoril Open 2009 esce nei quarti contro la connazionale Ekaterina Makarova. Agli Open di Francia 2009 esce di scena già al primo turno contro la giovane Rogowska, mentre al Torneo di Wimbledon 2009 perde al II turno dalla Wozniacki. Allo Swedish Open 2009 è sconfitta dalla Wozniacki ai quarti. La stagione americana si apre con il secondo turno a Stanford perso contro la Dement'eva. Ai Premier 5 di Cincinnati e Toronto non raccoglie buoni risultati. All'US Open 2009 elimina al secondo turno la Radwańska, mentre al III turno si arrende alla cinese Li. A Seul si presenta come la campionessa uscente, ma viene sconfitta in semifinale dalla Date-Krumm. Al torneo di casa, la Kremlin Cup di Mosca torneo di categoria Premier, batte ai primi due turni Radwańska e Wozniak, perdendo poi ai quarti dalla Schiavone.

### 2010

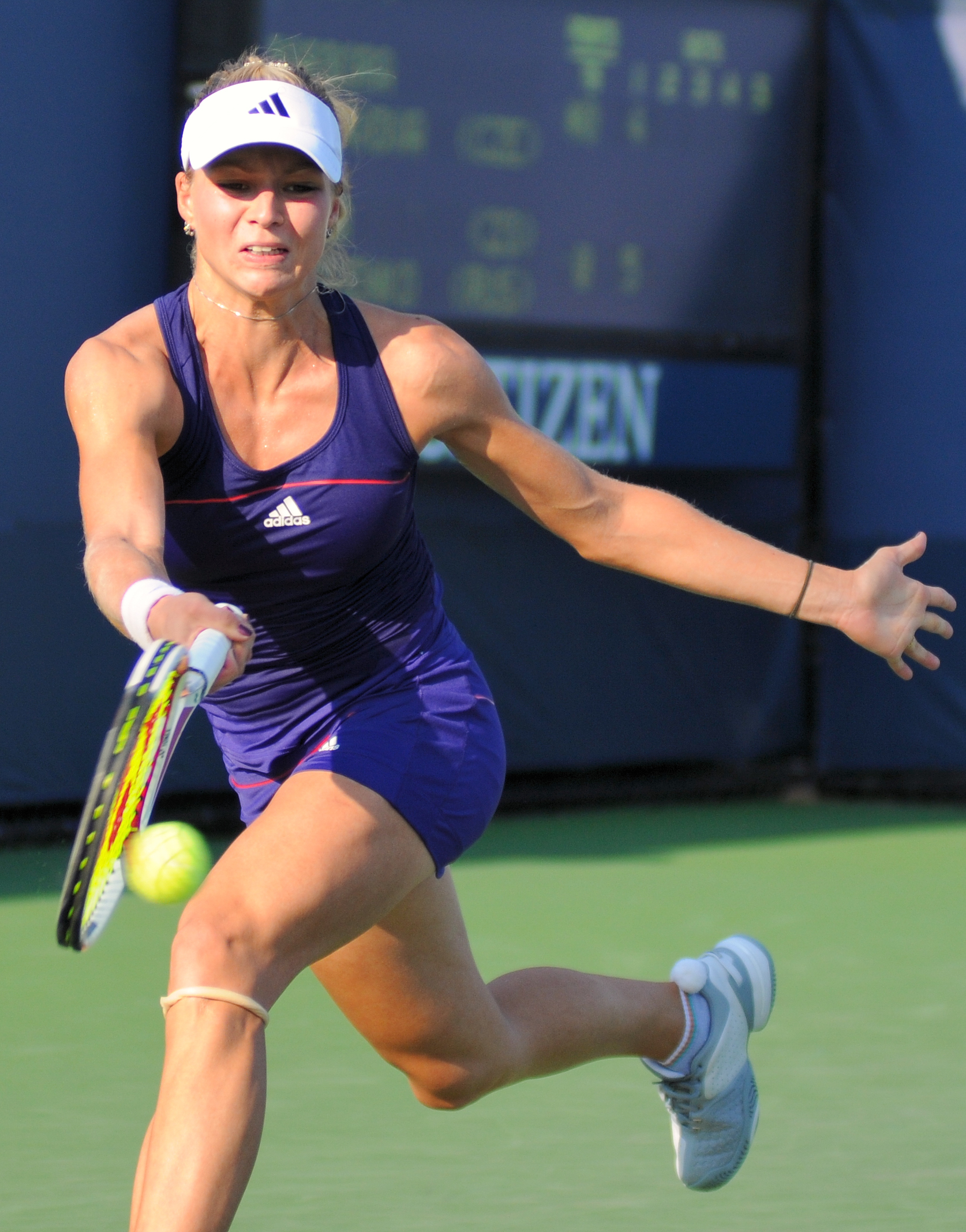
Marija nel 2010 agli US Open

Il 2010 inizia bene. Raggiunge i quarti nel torneo di Auckland e i quarti all'Australian Open battendo Marija Šarapova e approfittando del ritiro di Dinara Safina. La Kirilenko viene sconfitta al terzo turno del torneo di Miami dalla forte danese Caroline Wozniacki. Agli Internazionali d'Italia 2010 la russa batte al primo turno l'italiana Romina Oprandi, al secondo turno la connazionale Svetlana Kuznecova e al terzo turno la slovacca Dominika Cibulková prima di cedere ai quarti di finale contro la numero 1 del mondo Serena Williams. Al Roland Garros 2010 a Marija Kirilenko viene assegnata la testa di serie numero 30. Al primo turno batte Karolina Šprem in due set, al secondo turno mette k.o. Yvonne Meusburger con un doppio 6-3, al terzo turno ha la meglio su Svetlana Kuznecova in tre set per 6-3 2-6 6-4, al quarto turno cede alla futura campionessa Francesca Schiavone. Al Torneo di Wimbledon 2010 viene sconfitta al terzo turno dalla belga Kim Clijsters. Alla Bank of the West Classic 2010 viene superata nei quarti dalla polacca Agnieszka Radwańska per 7-5 6-0. Al Pilot Pen Tennis 2010 raggiunge la semifinale persa contro la connazionale Nadia Petrova per 2-6 6-2 6-2. Agli US Open 2010 batte nei primi due turni Barbora Záhlavová-Strýcová e Yvonne Meusburger, per poi arrendersi a Svetlana Kuznecova che si vendica delle due sconfitte patite sulla terra rossa. Al Toray Pan Pacific Open 2010 perde al II turno contro Flavia Pennetta per 6-3 4-6 6-3. La settimana seguente, al China Open 2010, viene sconfitta da Vera Zvonarëva al terzo turno con il punteggio di 5-7 6-4 6-2. Alla Kremlin Cup 2010, ultimo torneo della Kirilenko disputato dell'anno, raggiunge facilmente la finale. Qui incontra Viktoryja Azaranka che domina in finale Marija grazie a forza fisica e mentale. Si chiude così un 2010 pieno di soddisfazioni, dove ha raggiunto il primo quarto di finale Slam ed è rientrata nella Top-20 per la prima volta dal 2008.

### 2011

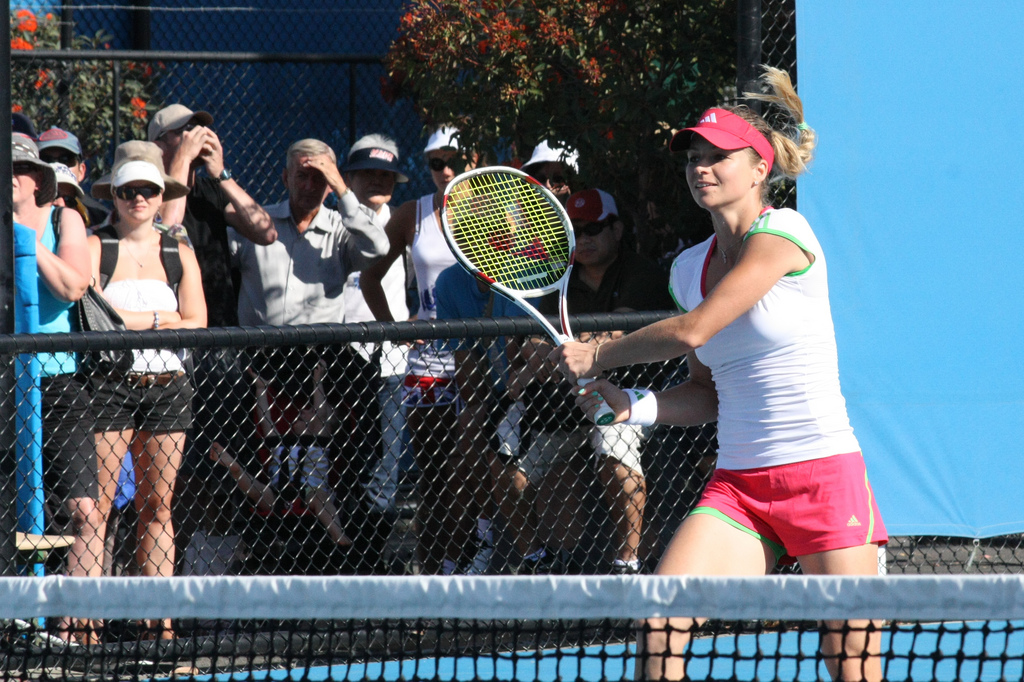
La Kirilenko agli Australian Open

Agli Australian Open esce di scena al secondo turno contro la Benesová. A marzo, perde al terzo turno ad Indian Wells e Miami perdendo ambo le volte dalla Radwańska. Sulla terra si Strasburgo raggiunge i quarti perdendo da Andrea Petković. Al Roland Garros viene sconfitta al quarto turno ancora dalla Petković per 6-2 2-6 6-4. A Wimbledon perde al terzo turno contro Serena Williams conquistando solo cinque game. A Stanford è ancora la Williams a batterla al secondo turno questa volta in un match più lottato conclusosi per 6-2 3-6 6-2 in favore di Serena. Marija perde al secondo turno a Cincinnati contro Francesca Schiavone per 6-4 al terzo. Agli US Open è sconfitta agli ottavi per mano della Stosur che s'impone 6-2 6-7 6-3, dopo un tie-break del secondo set interminabile che si è concluso per 15-13 per la Kirilenko. A Canton, Marija è sconfitta a sorpresa in finale da Chanelle Scheepers per 7-5 5-7 6-4. Raggiunge poi i quarti a Tokyo battendo Stosur e Ivanović, perdendo poi da Vera Zvonarëva. A Pechino, batte ancora Stosur e poi la Paszek, per poi arrendersi nei quarti dalla Niculescu.

### 2012

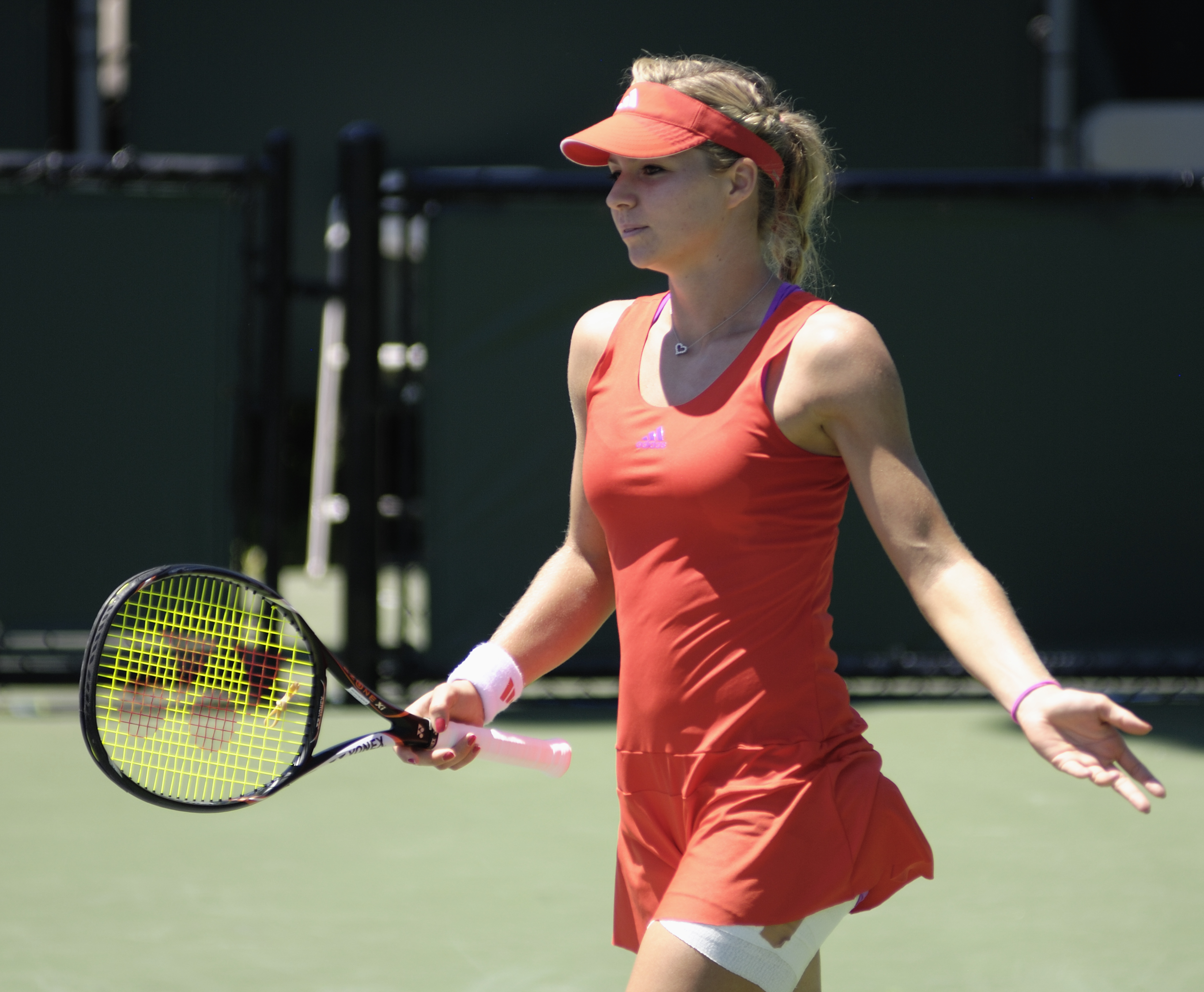
Marija nel 2012

Inizia il 2012 con il terzo turno agli Australian Open, dove si è ritirata contro Petra Kvitová. Il 12 febbraio, la russa viene battuta in finale al torneo di Pattaya dalla slovacca Daniela Hantuchová con il punteggio di 6-7 6-3 6-3. Ad Indian Wells viene sconfitta nei quarti da Marija Šarapova per 3-6 7-5 6-2. A Miami è sconfitta al quarto turno da Marion Bartoli. Sulla terra rossa non ottiene buoni risultati, incluso anche il Roland Garros dove è regolata da Klára Zakopalová al secondo turno. Raggiunge a Wimbledon il suo miglior risultato in un grande slam, i quarti di finale. Verrà battuta dalla finalista Agnieszka Radwańska per 7-5 4-6 7-5. Alle Olimpiadi di Londra, perde la finale della medaglia di bronzo perdendo contro la Azarenka. Il 24 agosto, perde la seconda finale dell'anno a New Haven contro la Kvitová con il punteggio di 7-6 7-5. Allo US Open non supera il terzo turno, dove cede alla ceca Andrea Hlaváčková mancando così la possibilità di eguagliare il risultato ottenuto la stagione precedente. A Mosca, esce sconfitta nei quarti dalla esperta dei campi indoor Sofia Arvidsson.

### 2013

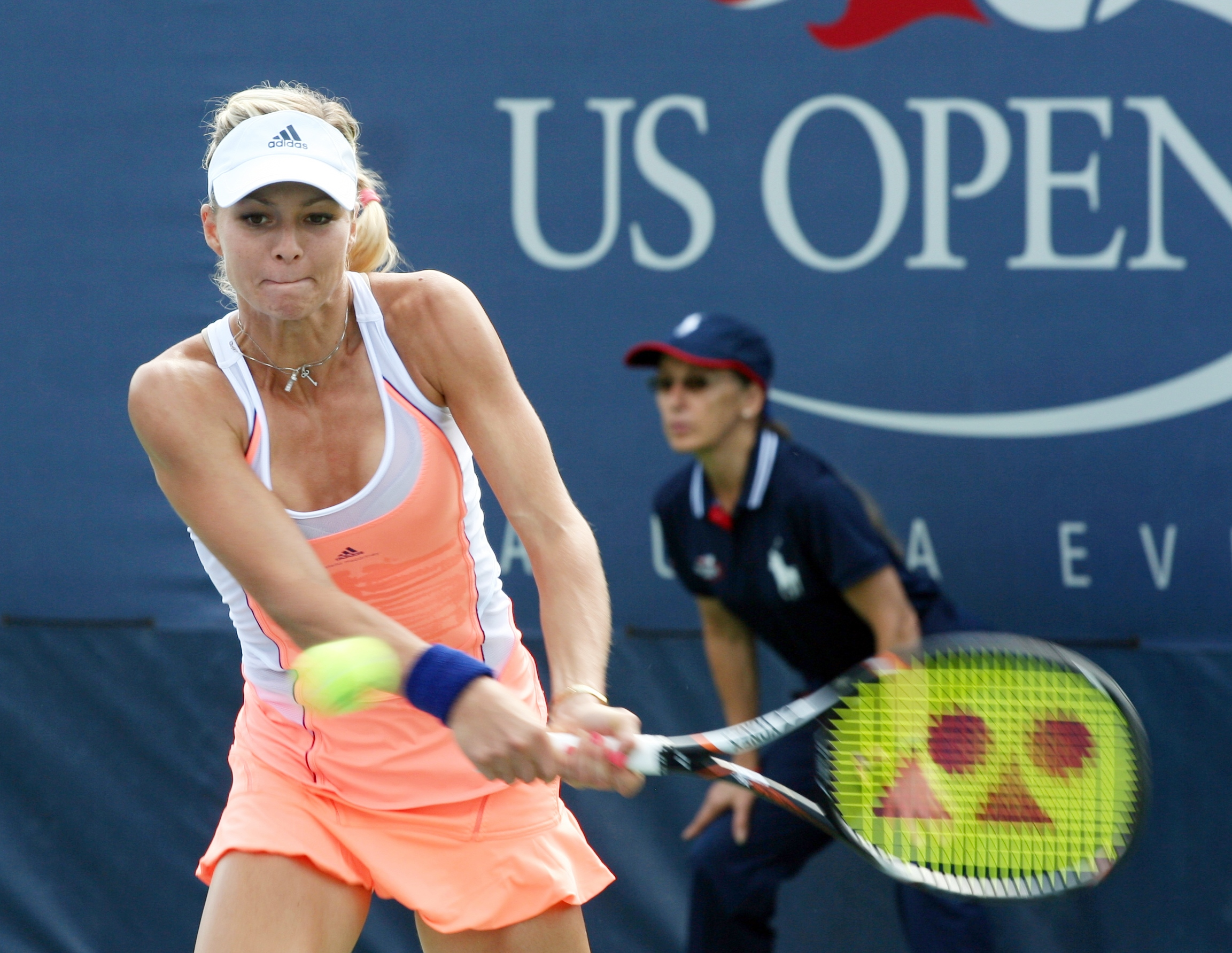
Marija Kirilenko esegue un rovescio

Agli Australian Open viene regolata negli ottavi di finale da Serena Williams per 6-2 6-0. Il 3 febbraio, Marija vince il torneo di Pattaya battendo in finale la tedesca Sabine Lisicki con il punteggio di 5-7 6-1 7-6. A marzo, raggiunge la semifinale ad Indian Wells persa contro Marija Šarapova per 6-4 6-3. La settimana seguente a Miami, si arrende a Klára Zakopalová al terzo turno. A Monterrey esce di scena in semifinale contro Angelique Kerber in tre set. Nei tornei di Madrid e Roma perde in entrambi i casi al terzo turno, venendo sconfitta prima da Serena Williams e poi da Sara Errani. Al Roland Garros la Kirilenko viene eliminata ai quarti di finale da Viktoryja Azaranka in due set. Grazie al risultato nello Slam francese, il 10 giugno Marija entra per la prima volta nella sua carriera nella Top-10 della classifica WTA di singolare. A Wimbledon viene sconfitta al primo turno dalla giovane britannica Laura Robson per 6-3 6-4. Dopo la sua prematura eliminazioni enon riuscendo a difendere i quarti ottenuti l'anno precedente, Marija esce dalla Top-10 dopo appena tre settimane. A Toronto è sconfitta da Alizé Cornet al secondo turno, ed a Cincinnati ottiene lo stesso risultato perdendo da Mona Barthel. Agli US Open esce di scena al terzo turno contro la rumena Simona Halep per 6-1 6-0. A Pechino mette paura al terzo turno Serena Williams dovendo però poi cedere con il punteggio di 7-5 7-5.

## Vita personale
Oltre che per i risultati in campo è nota per la sua avvenenza: nel 2009 ha posato in bikini per Sports Illustrated e dal 2006 al 2009 è stata testimonial dell'Adidas, indossando modelli disegnati da Stella McCartney, per poi venire sostituita dalla collega Caroline Wozniacki.
Nel novembre del 2011 il giocatore di hockey su ghiaccio Aleksandr Ovečkin dei Washington Capitals ha ufficializzato sul proprio account di Twitter il fidanzamento con Marija Kirilenko. Attualmente l’altleta risulta sposata con l’ex l’atleta Nikolaj Zherdev, promessa di hockey NHL (contratti con Philadelphia Flyers, Columbus Blue Jackets e New York Rangers), matrimonio svolto in forma riservata in comune di Alleghe in provincia di Belluno dove Zherdev ha giocato la sua ultima stagione da hockeista professionista in Italia.La coppia ha avuto una figlia dopo il matrimonio, quindi per Maria è il terzo figlio dopo due dal primo matrimonio 

## Statistiche

### Singolare

#### Vittorie (6)
| Legenda: Prima del 2009 | Legenda: Dal 2009     |
| ----------------------- | --------------------- |
| Grande Slam (0)         |                       |
| Ori Olimpici (0)        |                       |
| WTA Finals (0)          |                       |
| Tier I (0)              | Premier Mandatory (0) |
| Tier II (1)             | Premier 5 (0)         |
| Tier III (1)            | Premier (0)           |
| Tier IV (3)             | International (1)     |

| N. | Data              | Torneo                            | Superficie    | Avversaria in finale        | Punteggio        |
| 1. | 5 settembre 2005  | China Open, Pechino               | Cemento       | Anna-Lena Grönefeld         | 6-3, 6-4         |
| 2. | 23 settembre 2007 | Sunfeast Open, Calcutta           | Sintetico (i) | Marija Korytceva            | 6-0, 6-2         |
| 3. | 20 aprile 2008    | Estoril Open, Estoril             | Terra rossa   | Iveta Benešová              | 6-4, 6-2         |
| 4. | 15 giugno 2008    | Barcelona Ladies Open, Barcellona | Terra rossa   | María José Martínez Sánchez | 6-0, 6-2         |
| 5. | 28 settembre 2008 | Hansol Korea Open, Seul           | Cemento       | Samantha Stosur             | 2-6, 6-1, 6-4    |
| 6. | 3 febbraio 2013   | PTT Pattaya Open, Pattaya         | Cemento       | Sabine Lisicki              | 5-7, 6-1, 7-6(1) |

#### Sconfitte (6)
| Legenda: Prima del 2009 | Legenda: Dal 2009     |
| ----------------------- | --------------------- |
| Grande Slam (0)         |                       |
| Argenti Olimpici (0)    |                       |
| WTA Finals (0)          |                       |
| Tier I (0)              | Premier Mandatory (0) |
| Tier II (0)             | Premier 5 (0)         |
| Tier III (0)            | Premier (2)           |
| Tier IV (2)             | International (2)     |

| N. | Data              | Torneo                              | Superficie  | Avversaria in finale | Punteggio        |
| 1. | 22 febbraio 2004  | Bangalore Open, Hyderabad           | Cemento     | Nicole Pratt         | 7–6(3), 6–1      |
| 2. | 30 settembre 2007 | Hansol Korea Open, Seul             | Cemento     | Venus Williams       | 6–3, 1–6, 6–4    |
| 3. | 19 aprile 2009    | Barcelona Ladies Open, Barcellona   | Terra rossa | Roberta Vinci        | 6–0, 6–4         |
| 4. | 24 ottobre 2010   | Kremlin Cup, Mosca                  | Cemento (i) | Viktoryja Azaranka   | 6–3, 6–4         |
| 5. | 12 febbraio 2012  | PTT Pattaya Open, Pattaya           | Cemento     | Daniela Hantuchová   | 6(4)-7, 6-3, 6-3 |
|    | 4 agosto 2012     | 4º posto ai Giochi Olimpici, Londra | Erba        | Viktoryja Azaranka   | 3-6, 4-6         |
| 6. | 24 agosto 2012    | New Haven Open at Yale, New Haven   | Cemento     | Petra Kvitová        | 7-6(9), 7-5      |

### Doppio

#### Vittorie (12)
| Legenda: Prima del 2009 | Legenda: Dal 2009     |
| ----------------------- | --------------------- |
| Grande Slam (0)         |                       |
| Ori Olimpici (0)        |                       |
| WTA Finals (1)          |                       |
| Tier I (0)              | Premier Mandatory (2) |
| Tier II (1)             | Premier 5 (0)         |
| Tier III (3)            | Premier (4)           |
| Tier IV (1)             | International (0)     |

| N.  | Data            | Torneo                                 | Superficie  | Compagna           | Avversarie in finale                | Punteggio           |
| 1.  | 13 giugno 2004  | DFS Classic, Birmingham                | Erba        | Marija Šarapova    | Lisa McShea Milagros Sequera        | 6–2, 6–1            |
| 2.  | 9 ottobre 2005  | Japan Open Tennis Championships, Tokyo | Cemento     | Gisela Dulko       | Shinobu Asagoe María Vento-Kabchi   | 7–5, 4–6, 6–3       |
| 3.  | 3 marzo 2007    | Qatar Total Open, Doha                 | Cemento     | Martina Hingis     | Ágnes Szávay Vladimíra Uhlířová     | 6–1, 6–1            |
| 4.  | 19 aprile 2008  | Estoril Open, Estoril                  | Terra rossa | Flavia Pennetta    | Mervana Jugić-Salkić İpek Şenoğlu   | 6–4, 6–4            |
| 5.  | 18 agosto 2008  | Cincinnati Masters, Cincinnati         | Cemento     | Nadia Petrova      | Hsieh Su-wei Jaroslava Švedova      | 6–3, 4–6, [10–8]    |
| 6.  | 24 ottobre 2009 | Kremlin Cup, Mosca                     | Cemento (i) | Nadia Petrova      | Marija Kondrat'eva Klára Zakopalová | 6-2, 6-2            |
| 7.  | 8 agosto 2010   | San Diego Open, San Diego              | Cemento     | Zheng Jie          | Lisa Raymond Rennae Stubbs          | 6-4, 6-4            |
| 8.  | 15 agosto 2010  | Cincinnati Masters, Cincinnati (2)     | Cemento     | Viktoryja Azaranka | Lisa Raymond Rennae Stubbs          | 7-6(4), 7-6(8)      |
| 9.  | 7 maggio 2011   | Mutua Madrid Open, Madrid              | Terra rossa | Viktoryja Azaranka | Květa Peschke Katarina Srebotnik    | 6–4, 6–3            |
| 10. | 31 luglio 2011  | Bank of the West Classic, Stanford     | Cemento     | Viktoryja Azaranka | Liezel Huber Lisa Raymond           | 6-1, 6-3            |
| 11. | 31 marzo 2012   | Sony Ericsson Open, Miami              | Cemento     | Nadia Petrova      | Sara Errani Roberta Vinci           | 7–6(0), 4–6, [10–4] |
|     | 5 agosto 2012   | Bronzo ai Giochi Olimpici, Londra      | Erba        | Nadia Petrova      | Liezel Huber Lisa Raymond           | 4-6, 6-4, 6-1       |
| 12. | 28 ottobre 2012 | WTA Tour Championships, Istanbul       | Cemento (i) | Nadia Petrova      | Andrea Hlaváčková Lucie Hradecká    | 6-1, 6-4            |

#### Sconfitte (13)
| Legenda: Prima del 2009 | Legenda: Dal 2009     |
| ----------------------- | --------------------- |
| Grande Slam (2)         |                       |
| Argenti Olimpici (0)    |                       |
| WTA Finals (0)          |                       |
| Tier I (2)              | Premier Mandatory (0) |
| Tier II (1)             | Premier 5 (1)         |
| Tier III (1)            | Premier (3)           |
| Tier IV (1)             | International (2)     |

| N.  | Data              | Torneo                                        | Superficie  | Compagna                | Avversarie in finale                | Punteggio        |
| 1.  | 9 maggio 2005     | Internazionali d'Italia, Roma                 | Terra rossa | Anabel Medina Garrigues | Cara Black Liezel Huber             | 0-6, 6-4, 1-6    |
| 2.  | 22 agosto 2005    | Pilot Pen Tennis, New Haven                   | Cemento     | Gisela Dulko            | Lisa Raymond Samantha Stosur        | 2-6, 7-6(1), 1-6 |
| 3.  | 10 giugno 2006    | Ordina Open, 's-Hertogenbosch                 | Erba        | Ana Ivanović            | Yan Zi Zheng Jie                    | 6-3, 2-6, 2-6    |
| 4.  | 3 agosto 2008     | Rogers Cup, Montréal                          | Cemento     | Flavia Pennetta         | Cara Black Liezel Huber             | 1-6, 1-6         |
| 5.  | 28 settembre 2008 | Hansol Korea Open, Seul                       | Cemento     | Vera Duševina           | Chuang Chia-jung Hsieh Su-wei       | 3-6, 0-6         |
| 6.  | 22 febbraio 2009  | Dubai Tennis Championships, Dubai             | Cemento     | Agnieszka Radwańska     | Cara Black Liezel Huber             | 3-6, 3-6         |
| 7.  | 27 aprile 2009    | Grand Prix SAR La Princesse Lalla Meryem, Fès | Terra rossa | Sorana Cîrstea          | Alisa Klejbanova Ekaterina Makarova | 3-6, 6-2, [8-10] |
| 8.  | 9 agosto 2009     | East West Bank Classic, Los Angeles           | Cemento     | Agnieszka Radwańska     | Chuang Chia-jung Yan Zi             | 0-6, 6-4, [7-10] |
| 9.  | 29 gennaio 2011   | Australian Open, Melbourne                    | Cemento     | Viktoryja Azaranka      | Gisela Dulko Flavia Pennetta        | 6-2, 5-7, 1-6    |
| 10. | 15 agosto 2011    | Rogers Cup, Toronto (2)                       | Cemento     | Viktoryja Azaranka      | Liezel Huber Lisa Raymond           | w/o              |
| 11. | 8 giugno 2012     | Open di Francia, Parigi                       | Terra rossa | Nadia Petrova           | Sara Errani Roberta Vinci           | 6-4, 4-6, 2-6    |
| 12. | 23 giugno 2012    | Ordina Open, 's-Hertogenbosch                 | Erba        | Nadia Petrova           | Sara Errani Roberta Vinci           | 4–6, 6–3, [9–11] |
| 13. | 21 ottobre 2012   | Kremlin Cup, Mosca                            | Cemento (i) | Nadia Petrova           | Ekaterina Makarova Elena Vesnina    | 3-6, 6-1, [8-10] |

## Risultati in progressione
| Sigla | Risultato               |
| ----- | ----------------------- |
| V     | Vincitore               |
| F     | Finalista               |
| SF    | Semifinalista           |
| O     | Oro olimpico            |
| A     | Argento olimpico        |
| SF    | Bronzo olimpico         |
| QF    | Quarti di Finale        |
| 4T    | Quarto turno            |
| 3T    | Terzo turno             |
| 2T    | Secondo turno           |
| 1T    | Primo turno             |
| RR    | Round Robin             |
| LQ    | Turno di qualificazione |
| A     | Assente                 |
| ND    | Non disputato           |

| Legenda superfici    |
| -------------------- |
| Cemento              |
| Terra battuta        |
| Erba                 |
| Superficie variabile |

### Singolare
| Australian Open           | A             | A             | Q1            | 2T            | 3T            | 3T            | 4T            | 1T            | QF            | 2T            | 3T      | 4T      | A       | 0 / 9   | 18–9    |
| Open di Francia           | A             | A             | 2T            | 1T            | 3T            | 2T            | 2T            | 1T            | 4T            | 4T            | 2T      | QF      | 1T      | 0 / 11  | 16–11   |
| Wimbledon                 | A             | Q1            | 1T            | 2T            | 1T            | 1T            | 1T            | 2T            | 3T            | 3T            | QF      | 1T      | 2T      | 0 / 11  | 11–11   |
| US Open                   | A             | 3T            | 2T            | 2T            | 3T            | 3T            | 1T            | 3T            | 3T            | 4T            | 3T      | 3T      | 1T      | 0 / 12  | 19–12   |
| Vittorie-sconfitte        | 0–0           | 2–1           | 2–3           | 3–4           | 6–4           | 5–4           | 4–4           | 3–4           | 11–4          | 9–4           | 9–4     | 9–4     |         | 0 / 40  | 63–40   |
| Giochi Olimpici           |               |               |               |               |               |               |               |               |               |               |         |         |         |         |         |
| Giochi olimpici estivi    | Non disputato | Non disputato | A             | Non disputato | Non disputato | Non disputato | A             | Non disputato | Non disputato | Non disputato | 4º      | ND      | ND      | 0 / 1   | 4–2     |
| Tornei di fine anno       |               |               |               |               |               |               |               |               |               |               |         |         |         |         |         |
| Tournament of Champions   | Non disputato | Non disputato | Non disputato | Non disputato | Non disputato | Non disputato | Non disputato | A             | A             | A             | RR      | A       |         | 0 / 1   | 1–1     |
| WTA Premier Mandatory     |               |               |               |               |               |               |               |               |               |               |         |         |         |         |         |
| Indian Wells              | A             | A             | 1T            | 4T            | 3T            | 3T            | 2T            | 1T            | 3T            | 3T            | QF      | SF      | A       | 0 / 10  | 14–10   |
| Miami                     | A             | A             | 2T            | 2T            | 4T            | 2T            | 2T            | 2T            | 3T            | 3T            | 4T      | 3T      | A       | 0 / 10  | 10–10   |
| Madrid                    | Non disputato | Non disputato | Non disputato | Non disputato | Non disputato | Non disputato | Non disputato | 1T            | 1T            | 1T            | 2T      | 3T      | 2T      | 0 / 6   | 4–5     |
| Pechino                   | T IV          | Tier II       | Tier II       | Tier II       | Tier II       | Tier II       | Tier II       | 1T            | 3T            | QF            | 1T      | 3T      |         | 0 / 5   | 7–5     |
| WTA Premier 5             |               |               |               |               |               |               |               |               |               |               |         |         |         |         |         |
| Dubai                     | Tier II       | Tier II       | Tier II       | Tier II       | Tier II       | Tier II       | Tier II       | 1T            | 1T            | 1T            | Premier | Premier | Premier | 0 / 3   | 0–3     |
| Doha                      | Tier III      | Tier III      | Tier II       | Tier II       | Tier II       | Tier II       | 2T            | Non disputato | Non disputato | P             | 2T      | 1T      | A       | 0 / 3   | 2–3     |
| Roma                      | A             | Q2            | A             | 1T            | 1T            | 1T            | 3T            | A             | QF            | 1T            | 1T      | 3T      | 1T      | 0 / 9   | 7–9     |
| Montréal / Toronto        | A             | A             | A             | 1T            | 2T            | 2T            | 2T            | 1T            | 2T            | 1T            | A       | 2T      |         | 0 / 8   | 5–8     |
| Cincinnati                | Non disputato | Non disputato | Tier III      | Tier III      | Tier III      | Tier III      | Tier III      | 2T            | 2T            | 2T            | 1T      | 2T      |         | 0 / 5   | 4–5     |
| Tokyo                     | A             | A             | A             | 2T            | QF            | 2T            | 1T            | A             | 2T            | QF            | A       | A       |         | 0 / 6   | 8–6     |
| Carriera                  | 2002          | 2003          | 2004          | 2005          | 2006          | 2007          | 2008          | 2009          | 2010          | 2011          | 2012    | 2013    | 2014    | No.     | No.     |
| Tornei giocati            | 3             | 5             | 9             | 22            | 25            | 28            | 25            | 24            | 23            | 23            | 21      | 15      |         | 223     | 223     |
| Titoli                    | 0             | 0             | 0             | 1             | 0             | 1             | 3             | 0             | 0             | 0             | 0       | 1       |         | 6       | 6       |
| Finali raggiunte          | 0             | 0             | 1             | 1             | 0             | 1             | 3             | 1             | 1             | 0             | 2       | 1       |         | 11      | 11      |
| Vittorie-sconfitte totali | 0–3           | 5–5           | 8–9           | 29–21         | 23–25         | 29–27         | 34–22         | 21–24         | 37–23         | 29–21         | 32–22   | 31–14   |         | 278–216 | 278–216 |
| Ranking di fine anno      | 417           | 122           | 111           | 25            | 30            | 25            | 29            | 63            | 20            | 28            | 14      | 19      |         |         |         |

## Vittorie contro giocatrici Top 10
| Stagione | 2005 | 2006 | 2007 | 2008 | 2009 | 2010 | 2011 | 2012 | 2013 | Totale |
| Vittorie | 1    | 1    | 1    | 1    | 1    | 3    | 2    | 2    | 2    | 14     |

| #    | Giocatrice              | Ranking | Evento                            | Superficie  | Turno | Punteggio        | Rank. MKR |
| ---- | ----------------------- | ------- | --------------------------------- | ----------- | ----- | ---------------- | --------- |
| 2005 |                         |         |                                   |             |       |                  |           |
| 1.   | Marija Šarapova         | 1       | China Open, Pechino               | Cemento     | SF    | 6-4, 2-1 rit.    | 45        |
| 2006 |                         |         |                                   |             |       |                  |           |
| 2.   | Nadia Petrova           | 8       | Dubai Tennis Championships, Dubai | Cemento     | 1T    | 6-4, 6-1         | 23        |
| 2007 |                         |         |                                   |             |       |                  |           |
| 3.   | Jelena Janković         | 3       | San Diego Open, San Diego         | Cemento     | 3T    | 6-2, 3-6, 7-5    | 42        |
| 2008 |                         |         |                                   |             |       |                  |           |
| 4.   | Anna Čakvetadze         | 6       | Australian Open, Melbourne        | Cemento     | 3T    | 6(6)-7, 6-1, 6-2 | 26        |
| 2009 |                         |         |                                   |             |       |                  |           |
| 5.   | Agnieszka Radwańska (1) | 10      | Kremlin Cup, Mosca                | Cemento (i) | 1T    | 6-3, 6-3         | 61        |
| 2010 |                         |         |                                   |             |       |                  |           |
| 6.   | Dinara Safina           | 2       | Australian Open, Melbourne        | Cemento     | 4T    | 5-4 rit.         | 58        |
| 7.   | Svetlana Kuznecova (1)  | 5       | Internazionali d'Italia, Roma     | Terra rossa | 2T    | 6-2, 3-6, 6-4    | 37        |
| 8.   | Svetlana Kuznecova (2)  | 6       | Open di Francia, Parigi           | Terra rossa | 3T    | 6-3, 2-6, 6-4    | 30        |
| 2011 |                         |         |                                   |             |       |                  |           |
| 9.   | Samantha Stosur (1)     | 7       | Pan Pacific Open, Tokyo           | Cemento     | 2T    | 6-2, 4-6, 6-4    | 27        |
| 10.  | Samantha Stosur (2)     | 7       | China Open, Pechino               | Cemento     | 2T    | 7-5, 1-6, 7-5    | 24        |
| 2012 |                         |         |                                   |             |       |                  |           |
| 11.  | Petra Kvitová (1)       | 6       | Giochi Olimpici, Londra           | Erba        | QF    | 7-6(3), 6-3      | 15        |
| 12.  | Caroline Wozniacki      | 8       | New Haven Open at Yale, New Haven | Cemento     | SF    | 7-5, rit.        | 14        |
| 2013 |                         |         |                                   |             |       |                  |           |
| 13.  | Agnieszka Radwańska (2) | 4       | Indian Wells Open, Indian Wells   | Cemento     | 4T    | 6-1, 4-6, 7-5    | 15        |
| 14.  | Petra Kvitová (2)       | 7       | Indian Wells Open, Indian Wells   | Cemento     | QF    | 4-6, 6-4, 6-3    | 15        |